# Cyprus op het Eurovisiesongfestival 2005
Cyprus nam deel aan het Eurovisiesongfestival 2005 in Kiev, Oekraïne. Het was de 23ste deelname van het land op het Eurovisiesongfestival. De CyBC was verantwoordelijk voor de Cypriotische bijdrage voor de editie van 2005.

## Selectieprocedure
Net zoals het jaar ervoor koos de nationale omroep dit jaar voor een nationale finale.
De finale vond plaats op 1 februari 2005 en werd gepresenteerd door Tasos Trifonos and Eleni Manousaki.
De zanger Constantinos Christoforou was intern gekozen door de omroep en bracht 4 liedjes. 
Het winnende lied werd gekozen door een mix van televoting en een professionele jury.
| Volgorde | Artiest                   | Lied            | Plaats |
| -------- | ------------------------- | --------------- | ------ |
| 1        | Constantinos Christoforou | "Slow"          |        |
| 2        | Constantinos Christoforou | "Ela, Ela"      | 1ste   |
| 3        | Constantinos Christoforou | "If You Go"     |        |
| 4        | Constantinos Christoforou | "She's No Fool" |        |

## In Kiev
Door het goede resultaat in 2004 mocht men rechtstreeks aantreden in de finale.
In deze finale moest men aantreden als negende van 24 landen aan, net na Albanië en voor Spanje. Het land behaalde een achttiende plaats met 46 punten.
Men ontving 2 keer het maximum van de punten.
België en Nederland hadden geen punten over voor deze inzending.

### Gekregen punten

#### Finale
| 12 punten             | 10 punten   | 8 punten              | 7 punten  | 6 punten                          |
| --------------------- | ----------- | --------------------- | --------- | --------------------------------- |
| - Griekenland - Malta | - Bulgarije |                       | - Albanië |                                   |
| 5 punten              | 4 punten    | 3 punten              | 2 punten  | 1 punt                            |
|                       |             | - Verenigd Koninkrijk |           | - Roemenië - Servië en Montenegro |

### Punten gegeven door Cyprus

#### Halve Finale
Punten gegeven in de halve finale:
| 12 punten | Roemenië    |
| 10 punten | Bulgarije   |
| 8 punten  | Moldavië    |
| 7 punten  | Wit-Rusland |
| 6 punten  | Hongarije   |
| 5 punten  | Zwitserland |
| 4 punten  | Noorwegen   |
| 3 punten  | Israël      |
| 2 punten  | Letland     |
| 1 punt    | Ierland     |

#### Finale
Punten gegeven in de finale:
| 12 punten | Griekenland          |
| 10 punten | Servië en Montenegro |
| 8 punten  | Roemenië             |
| 7 punten  | Hongarije            |
| 6 punten  | Malta                |
| 5 punten  | Verenigd Koninkrijk  |
| 4 punten  | Zwitserland          |
| 3 punten  | Noorwegen            |
| 2 punten  | Moldavië             |
| 1 punt    | Letland              |

1981 · 1982 · 1983 · 1984 · 1985 · 1986 · 1987 · 1988 · 1989 · 1990 · 1991 · 1992 · 1993 · 1994 · 1995 · 1996 · 1997 · 1998 · 1999 · 2000 · 2001 · 2002 · 2003 · 2004 · 2005 · 2006 · 2007 · 2008 · 2009 · 2010 · 2011 · 2012 · 2013 · 2014 · 2015 · 2016 · 2017 · 2018 · 2019 · 2020 · 2021 · 2022 · 2023 · 2024 · 2025